# Comando 1ª regione aerea

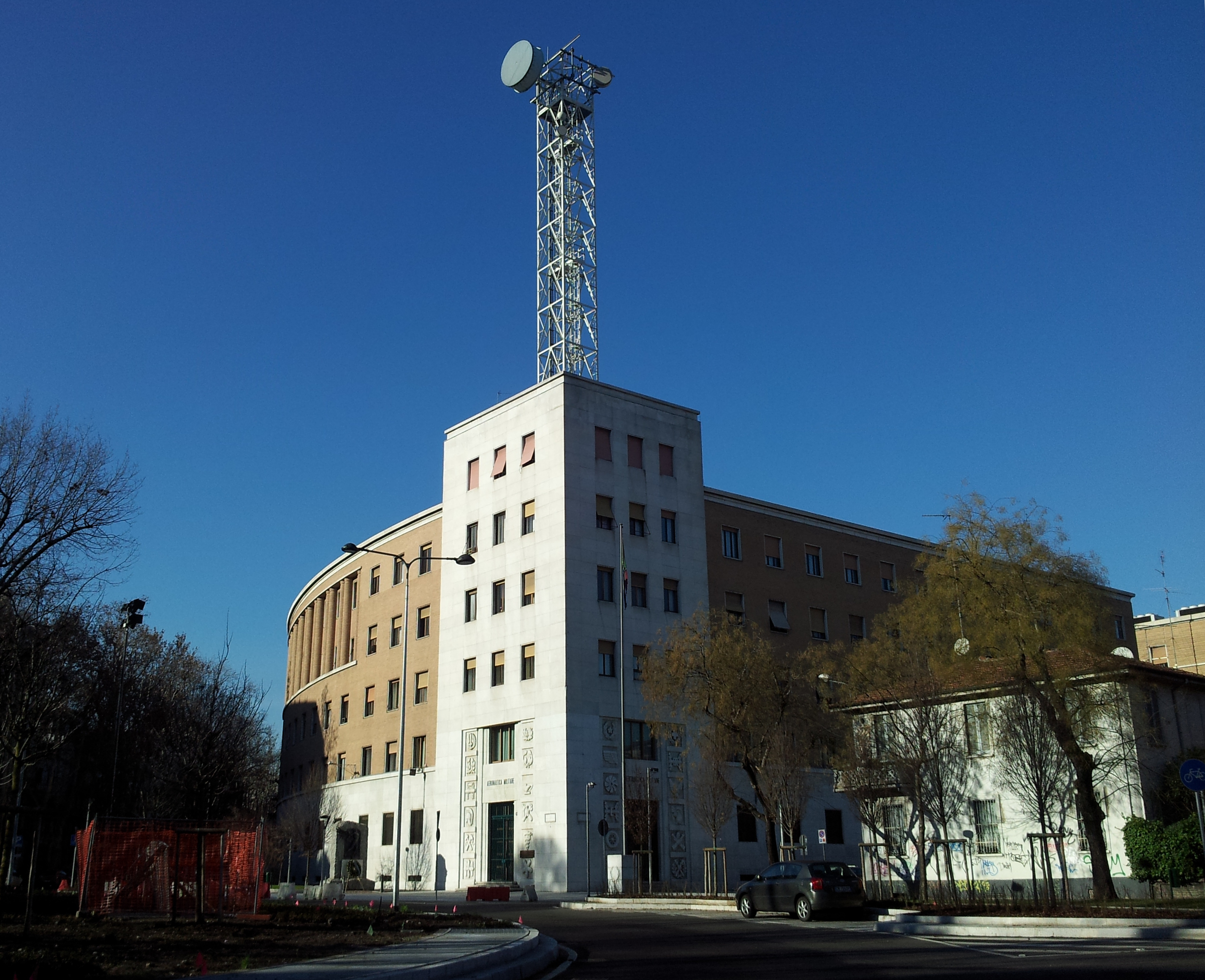
Il comando della 1ª Regione Aerea visto da piazza Novelli, a Milano.

Il Comando della 1ª Regione Aerea del Palazzo dell'Aeronautica (Milano) è un Organismo di Vertice dell'Aeronautica Militare, ed è responsabile, per mezzo degli organismi a esso subordinati, della difesa aerea e della gestione amministrativa e logistica della Forza Armata per l'Italia settentrionale.
Esso dipende gerarchicamente dallo Stato Maggiore dell'Aeronautica Militare e da esso dipendono direttamente i seguenti Enti o Reparti:
- Comando Aeroporto / Quartier Generale - 1ª Regione Aerea Linate;
- Centro Logistico di Supporto Areale e Istituto "Umberto Maddalena" di Cadimare (La Spezia);
- Distaccamento Aeronautico di Capo Mele (Savona);
- Distaccamento Aeroportuale di Dobbiaco (Bolzano).

Nella stessa sede sono ospitati il Comando delle Forze da Combattimento e il 1º Reparto Genio Aeronautico.

## Storia
La Lombardia in generale, e Milano in particolare, sono sempre state legate all'aviazione sin dai primi anni 1910, con la presenza sul territorio di numerose industrie aeronautiche:
- la Caproni a Vizzola Ticino e Taliedo;
- la Macchi a Varese;
- la Savoia-Marchetti a Milano;
- la componente aeronautica della Breda.

Durante la prima guerra mondiale l'Esercito allestì una squadriglia da caccia sul Campo di aviazione di Taliedo, a difesa del capoluogo, che subì un bombardamento il 14 febbraio 1916 da parte dell'aviazione austroungarica, e delle sue industrie.
Nel primo dopoguerra e durante la seconda guerra mondiale i reparti di caccia della Regia Aeronautica a difesa del Milanese si dislocarono tra l'aviostazione di Cinisello Balsamo e quella di Lonate Pozzolo, con Gruppi appartenenti al 1º, 3º e 6º Stormo.
Il comando della 1ª Squadra aerea venne spostato nella attuale sede di quella che al tempo si chiamava piazza Italo Balbo  (oggi piazza Ermete Novelli), a Milano nel 1941 fra il gennaio ed il giugno dello stesso anno.
La 1ª Regione Aerea è stata costituita con la Legge 509/1961, a seguito di una profonda riorganizzazione dell'Aeronautica Militare, in luogo dei due preesistenti Comandi di Squadra Aerea che coprivano le competenze dell'Italia settentrionale.
Il 18 dicembre 1972 fu ufficializzato lo stemma del Comando, uno scudo nel cui campo compare la scritta "Comando 1ª Regione Aerea", sopra cui vi è un'aquila dorata senza corona, su sfondo azzurro, a rappresentare il personale della Forza Armata. Il biscione visconteo e la croce rossa in campo bianco nella parte inferiore si riferiscono all'araldica della Città di Milano.
Nel marzo del 2005 venne ricollocato in piazza Novelli, all'ingresso principale del Comando di Regione, il monumento dedicato agli eroi dell'aria, che fino ad allora si trovava nell'ex campo aviatorio di Cascina Malpensa.

## L'architettura

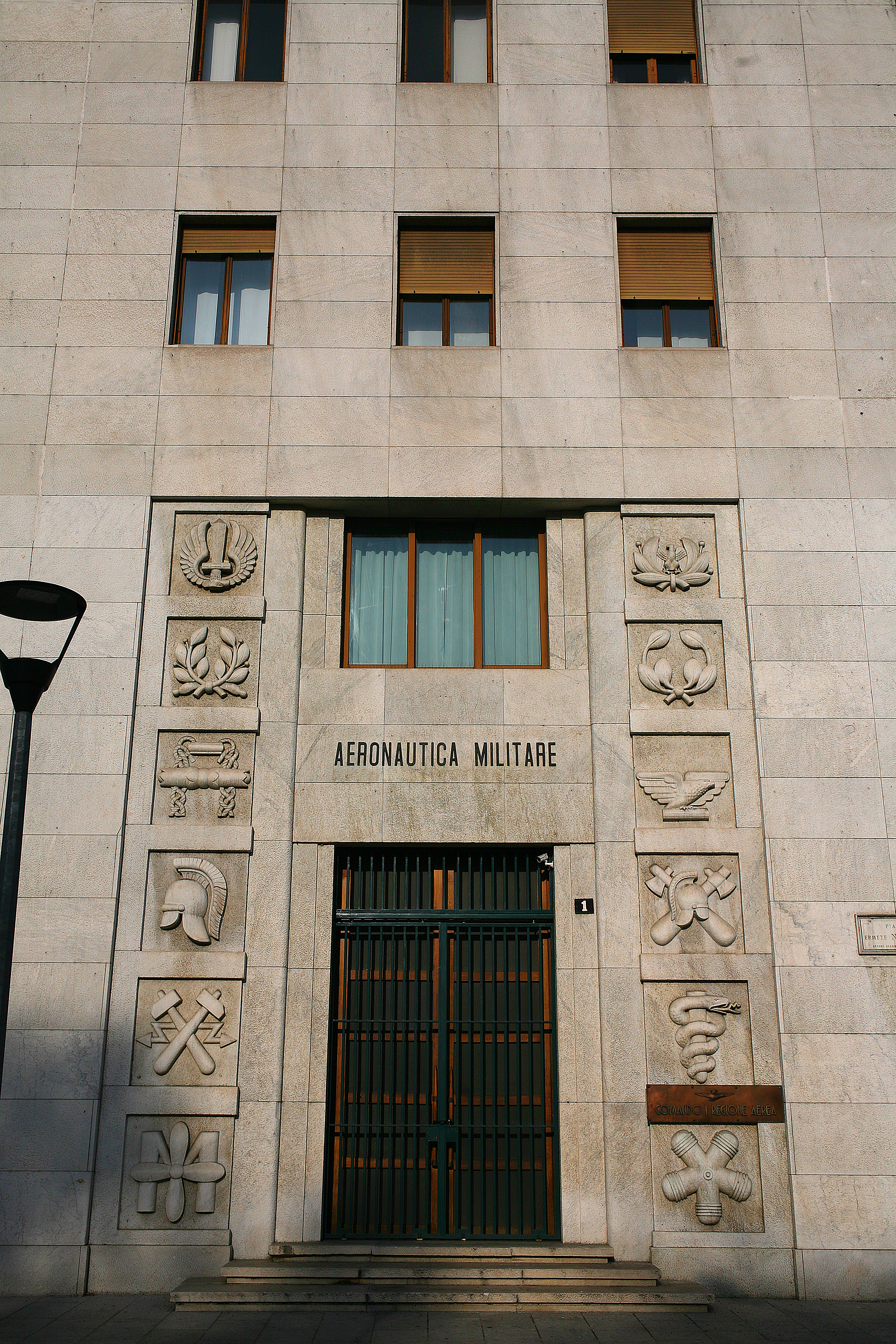
L'ingresso principale

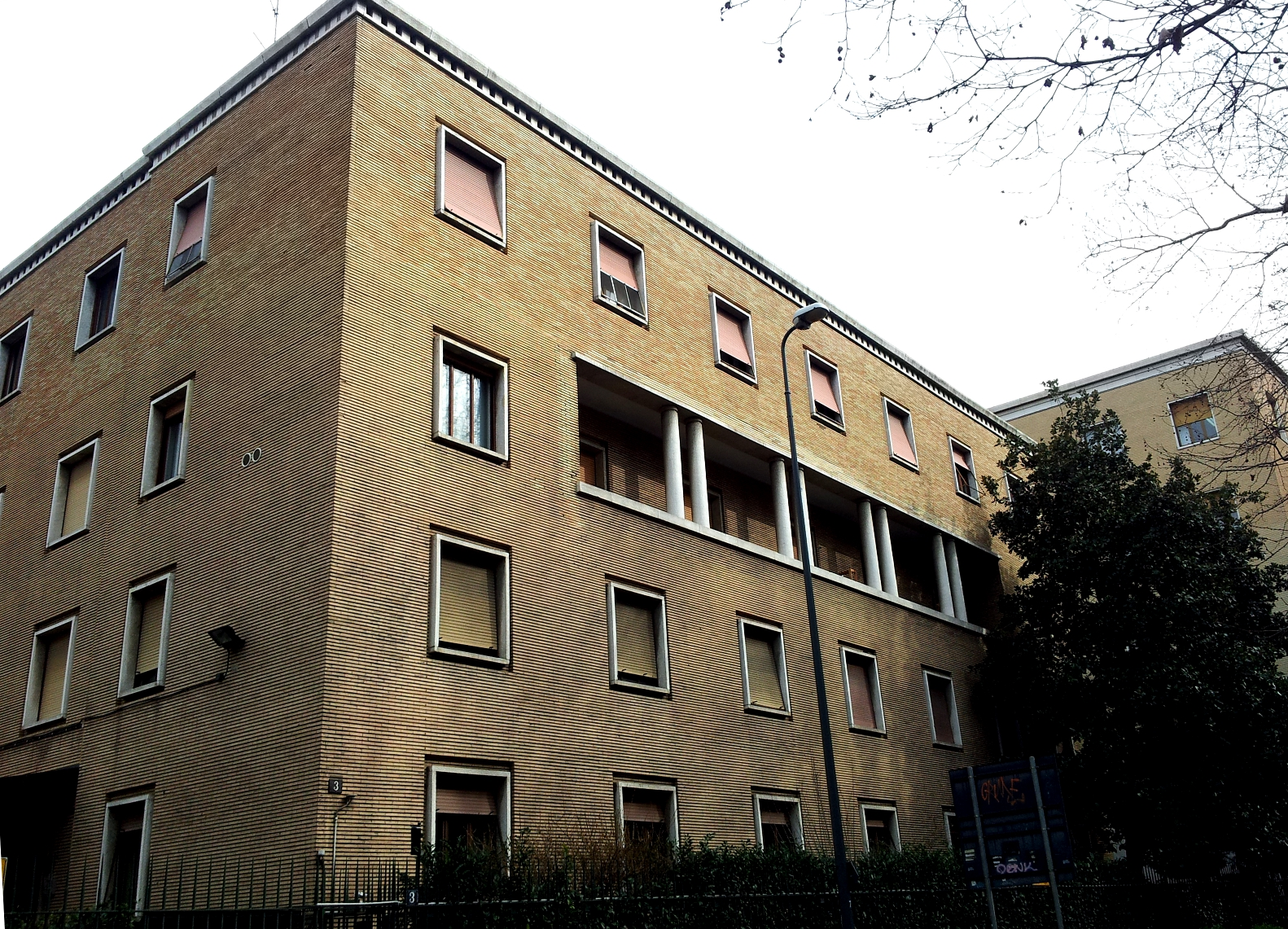
Il palazzo dei Generali col loggiato al terzo livello.

Il complesso edilizio è stato costruito tra il 1935 e il 1943 ed è stato progettato dall'architetto Luigi Lorenzo Secchi. Particolarità di questo, come di numerosi altri edifici dell'epoca, era l'uso di materiali prevalentemente nazionali e la riduzione al minimo dell'uso di materiali metallici. In particolare, il progettista si attenne alle circolari ministeriali che obbligavano all'uso esclusivo di marmi apuani.
Esso si presenta con una forma trapezoidale, e occupa gran parte dell'isolato delimitato da via Gaio, viale dei Mille, via Giovan Battista Tiepolo e via Andrea Verrocchio. Esso è costituito da edifici in linea, su griglia di pilastri in calcestruzzo armato e muri di tamponamento in laterizio, dalla copertura generalmente piana.
La struttura è la composizione di quattro edifici: il palazzo del Comando e il palazzo dei Generali (destinato agli alloggi di comandanti e capi di stato maggiore), con ingresso principale sulla piazza Novelli, e due caserme, alle quali si accede da una via laterale.
Il palazzo del Comando, a cinque piani, è l'edificio più esteso, composto a sua volta da una sezione rettilinea lungo via Verrocchio e una curva all'inizio di via Gaio, separate tra loro dalla torre marmorea sulla piazza, nella quale si aprono due portali di accesso all'atrio d'onore. Con la sua mole, esso ordina i rapporti di scala dell'intero isolato.
Il palazzo dei Generali, che si affaccia lungo via Gaio, persegue il linguaggio stilistico del Comando con l'uso del mattone a vista, privandosi però della copertura lapidea in una maggiore dimostrazione di sobrietà e compattezza, essendo peraltro di un piano più basso del precedente. Le facciate in laterizio sono aperte da finestre bordate in marmo, e comprende un loggiato al terzo livello racchiuso da colonne binate in travertino.
Le retrostanti caserme, accessibili dalle vie Verrocchio e Tiepolo, riprendono lo stile architettonico generale con alte bordature lapidee, fasce marcapiano in marmo, ampie finestre regolari, e una tessitura in laterizio accentuata dalla bugnatura.
Il complesso ospita anche una cappella dedicata alla Vergine Lauretana, patrona degli aviatori, con ingresso su via Gaio.

## Fanfara
Il Comando allestisce dal 1984 una fanfara, oggi interamente composta da personale in servizio permanente effettivo del ruolo sergenti e volontari in ferma prefissata, proveniente da diversi conservatori italiani.
Il complesso si esibisce in diverse manifestazioni nazionali e nelle cerimonie ufficiali dell'Aeronautica che abbiano luogo nel territorio di competenza, secondo le disposizioni d'impiego stabilite dal Comando di piazza Novelli.